# Misil balístico de teatro de operaciones
Un misil balístico de teatro de operaciones (MBTO) es un tipo de misil balístico con un alcance de entre 300 kilómetros (186 mi) y 3500 kilómetros (2175 mi), usado contra blancos situados en el «teatro de operaciones». Su rango de uso lo ubica entre un misil táctico y uno de tipo ICBM intercontinental.
En cuanto a su creación, esta expresión es relativamente nueva en el argot militar. Comprende las anteriores categorías de proyectiles de alcances corto, medio e intermedio. Dos ejemplos de este tipo de armamento son los soviéticos RT-15 y el estadounidense PGM-17 Thor, ambos de la década de 1960 del siglo XX.

## Misiles de este tipo por país
Los tipos específicos de TBMs (actuales, pasadas y en desarrollo) incluyen:
 China
- B-611 - 80-260 kilómetros (49,7-161,6 mi)[1]
- BP-12/A - 80-280 kilómetros (49,7-174 mi)[2]
- Type 621 - 80-280 kilómetros (49,7-174 mi)[2][3]
- Type 631 - 400 kilómetros (248,5 mi)[3]
- DF-11 - 280-300 kilómetros (174-186,4 mi)[4]
- DF-12/M20 - 280 kilómetros (174 mi)[5]
- DF-15 - 600-800 kilómetros (372,8-497,1 mi)[6]
- DF-2 - 1250 kilómetros (776,7 mi)[7]
- DF-16 - 800-1000 kilómetros (497,1-621,4 mi)[8]
- DF-17 - 1800 a 2500 kilómetros (1100 a 1600 millas)[9]
- DF-21 - 1500-1700 kilómetros (932,1-1056,3 mi) (China) , (Arabia Saudí) [10]

 Francia
- Hadès - 480 kilómetros (298,3 mi)
- Pluton - 120 kilómetros (74,6 mi)
- SE.4200 - 100 kilómetros (62,1 mi)
- SSBS S1

 India
- Agni I - 700 a 900 kilómetros (430 a 560 mi)
- K-15 - 750 kilómetros (466 mi)
- Prahaar - 150 kilómetros (93,2 mi)
- Pragati - 170 kilómetros (105,6 mi) (planned)
- Pralay - 150-500 kilómetros (93,2-310,7 mi)
- Pranash - 200 kilómetros (124,3 mi) (planned)
- Prithvi I - 150 kilómetros (93,2 mi)
- Prithvi II - 250 a 350 kilómetros (160 a 220 mi)
- Prithvi III - 350 a 750 kilómetros (220 a 470 mi)
- Shaurya - 700-1900 kilómetros (435-1180,6 mi)
- Agni II - 2000 a 3000 kilómetros (1200 a 1900 millas)
- Agni-P - 1000-2000 kilómetros (621,4-1242,7 mi)

 Irán
- Fateh-110 - 300 kilómetros (186,4 mi)
- Fateh-313 - 500 kilómetros (310,7 mi)
- Fateh Mobin - 300 kilómetros (186,4 mi)
- Naze'at - 100 a 130 kilómetros (62 a 81 mi)
- Qiam 1 - 700 a 800 kilómetros (430 a 500 mi)
- Ra'ad-500 - 500 kilómetros (310,7 mi)
- Samen - 750 a 800 kilómetros (470 a 500 mi)
- Shahab-1 - 350 kilómetros (217,5 mi)
- Shahab-2 - 750 kilómetros (466 mi)
- Tondar-69 - 150 kilómetros (93,2 mi)
- Zelzal-1 - 150 kilómetros (93,2 mi)
- Zelzal-2 - 210 kilómetros (130,5 mi)
- Zelzal-3 - 200 a 250 kilómetros (120 a 160 mi)
- Zolfaghar/Zulfiqar[11] - 700 kilómetros (435 mi)
- Ashoura - 2000 a 2500 kilómetros (1200 a 1600 millas)
- Emad - 1,7 kilómetros (1,1 mi)
- Fajr-3 - 2,5 kilómetros (1,6 mi)(estimation)
- Ghadr-110 - 2000 a 3000 kilómetros (1200 a 1900 millas)
- Khorramshahr - 2000 kilómetros (1242,7 mi) [12][13]
- Sajjil-2 - 2000 a 4500 kilómetros (1200 a 2800 millas)
- Shahab-3 - 1-2 kilómetros (0,6-1,2 mi)

 Irak
- Al Abbas - 800-950 kilómetros (497,1-590,3 mi)
- Al Fat'h - 160 kilómetros (99,4 mi)
- Al Hussein - 600-650 kilómetros (372,8-403,9 mi)
- Al Hijarah - 700-900 kilómetros (435-559,2 mi)
- Al Samoud - 180 kilómetros (111,8 mi)
- Badr-2000 - 1000 kilómetros (621,4 mi)

 Israel
- Jericho I - 500 kilómetros (310,7 mi)
- LORA - 300 kilómetros (186,4 mi)
- Predator Hawk - 300 kilómetros (186,4 mi)
- Jericho II - 1,3 kilómetros (0,8 mi)

 Alemania Nazi
- Rheinbote - 160 kilómetros (99,4 mi)
- V-2 - 320 kilómetros (198,8 mi)[14]

 Corea del Norte
- Hwasong-5 - 320 kilómetros (198,8 mi)
- Hwasong-6 - 500 kilómetros (310,7 mi)
- Hwasong-7 - 700-995 kilómetros (435-618,3 mi)
- Hwasong-11 - 120-220 kilómetros (74,6-136,7 mi)
- KN-23 - 250-700 kilómetros (155,3-435 mi)
- Hwasong-9 - 1 kilómetro (0,6 mi)
- Hwasong-10/RD-B Musudan - 2,5-4 kilómetros (1,6-2,5 mi)
- Pukkuksong-1 - 500-2 kilómetros (310,7-1,2 mi)
- Pukkuksong-2 - 1,2-3 kilómetros (0,7-1,9 mi)
- Pukkuksong-2 - 2,5-3 kilómetros (1,6-1,9 mi)
- Rodong-1 - 1.000 a 1.500 kilómetros (620 a 930 mi)

 Pakistán
- Abdali - 200 kilómetros (124,3 mi)
- Ghaznavi - 290-320 kilómetros (180,2-198,8 mi)[15]
- Hatf-I - 70 kilómetros (43,5 mi)
- Hatf-IA - 100 kilómetros (62,1 mi)
- Hatf-IB - 100 kilómetros (62,1 mi)
- Nasr - 70-90 kilómetros (43,5-55,9 mi)
- Shaheen - 750 kilómetros (466 mi)
- Shaheen-1 - 900 kilómetros (559,2 mi)
- Shaheen-1 A - 1 kilómetro (0,6 mi)
- Ababeel - 2,2 kilómetros (1,4 mi)
- Ghauri-I - 1,5 kilómetros (0,9 mi)
- Ghauri-II - 1,8-2 kilómetros (1,1-1,2 mi)
- Ghauri-III - 3-3,5 kilómetros (1,9-2,2 mi) (Cancelled)
- Shaheen-II - 2,5 kilómetros (1,6 mi)[16][17]
- Shaheen-III - 2,75 kilómetros (1,7 mi)[18][19]

 Serbia
- Šumadija - 75-285 kilómetros (46,6-177,1 mi)

 Corea del Sur
- Hyunmoo-1 - 180 kilómetros (111,8 mi)
- Hyunmoo-2A - 300 kilómetros (186,4 mi)
- Hyunmoo-2B - 500 kilómetros (310,7 mi)
- Hyunmoo-2C - 800 kilómetros (497,1 mi)
- Hyunmoo-4 - 800 kilómetros (497,1 mi)
- Hyunmoo IV-4 - 500 kilómetros (310,7 mi)
- KTSSM - 180-290 kilómetros (111,8-180,2 mi)

 Unión Soviética/ Rusia
- 9K720 Iskander-M - 400-500 kilómetros (248,5-310,7 mi)
- OTR-21 Tochka-U - 70-185 kilómetros (43,5-115 mi) /
- OTR-23 Oka - 500 kilómetros (310,7 mi) /
- R-1 - 270 kilómetros (167,8 mi)
- R-2 - 600-1,2 kilómetros (372,8-0,7 mi)
- Scud A-D - 180 a 700 kilómetros (110 a 430 mi)
- TR-1 Temp - 900 kilómetros (559,2 mi)
- R-5 Pobeda - 1,2 kilómetros (0,7 mi)
- R-12 Dvina - 2,08 kilómetros (1,3 mi)
- RT-15 - 2,5 kilómetros (1,6 mi)

 República de China
- Sky Spear - 300 kilómetros (186,4 mi)
- Sky Horse - 600-950 kilómetros (372,8-590,3 mi)

 Turquía
- BORA I - 280 kilómetros (174 mi)
- BORA II - 360 kilómetros (223,7 mi)
- J-600T Yıldırım I - 150 kilómetros (93,2 mi)
- J-600T Yıldırım II - 300 kilómetros (186,4 mi)
- J-600T Yıldırım III - 900 kilómetros (559,2 mi)

 Ucrania
- Hrim-2 50-500 kilómetros (31,1-310,7 mi)[20]

 Estados Unidos
- Long-Range Hypersonic Weapon - over 2775 kilómetros (1724,3 mi)
- MGM-18 Lacrosse - 19 kilómetros (11,8 mi)
- MGM-31 Pershing - 740 kilómetros (459,8 mi)
- MGM-52 Lance - 70 a 120 kilómetros (43 a 75 mi)
- MGM-140 ATACMS - 128 a 300 kilómetros (80 a 186 mi)
- OpFires - 1609 kilómetros (999,8 mi)?[21]
- PGM-11 Redstone - 92 a 323 kilómetros (57 a 201 mi)
- Precision Strike Missile - 499 kilómetros (310,1 mi)[22]
- Pershing II 1,77 kilómetros (1,1 mi)
- PGM-19 Jupiter 2,4 kilómetros (1,5 mi)

 Yemen
- Burkan-1 (modificación del Scud) - 800 kilómetros (497,1 mi) (hutíes)[23]
- Burkan-2 (modificación del Scud) (Houthis) - [24][25]
- Qaher-1 (modificación del S-75 Dvina) - 300 kilómetros (186,4 mi) (hutíes)
- Qaher-M2 400 kilómetros (248,5 mi) (hutíes)